# Dymorphocosmisoma diversicornis
Dymorphocosmisoma diversicornis är en skalbaggsart som beskrevs av Maurice Pic 1918. Dymorphocosmisoma diversicornis ingår i släktet Dymorphocosmisoma och familjen långhorningar. Inga underarter finns listade i Catalogue of Life.